# Harrington, Northamptonshire
Harrington är en ort och civil parish i Storbritannien. Den ligger i grevskapet Northamptonshire och riksdelen England, i den södra delen av landet, 110 km nordväst om huvudstaden London. Harrington ligger 148 meter över havet och antalet invånare är 154.
Terrängen runt Harrington är huvudsakligen platt. Harrington ligger uppe på en höjd. Runt Harrington är det ganska tätbefolkat, med 116 invånare per kvadratkilometer. Närmaste större samhälle är Northampton, 18,0 km söder om Harrington. Trakten runt Harrington består till största delen av jordbruksmark.